# Caudron G.4

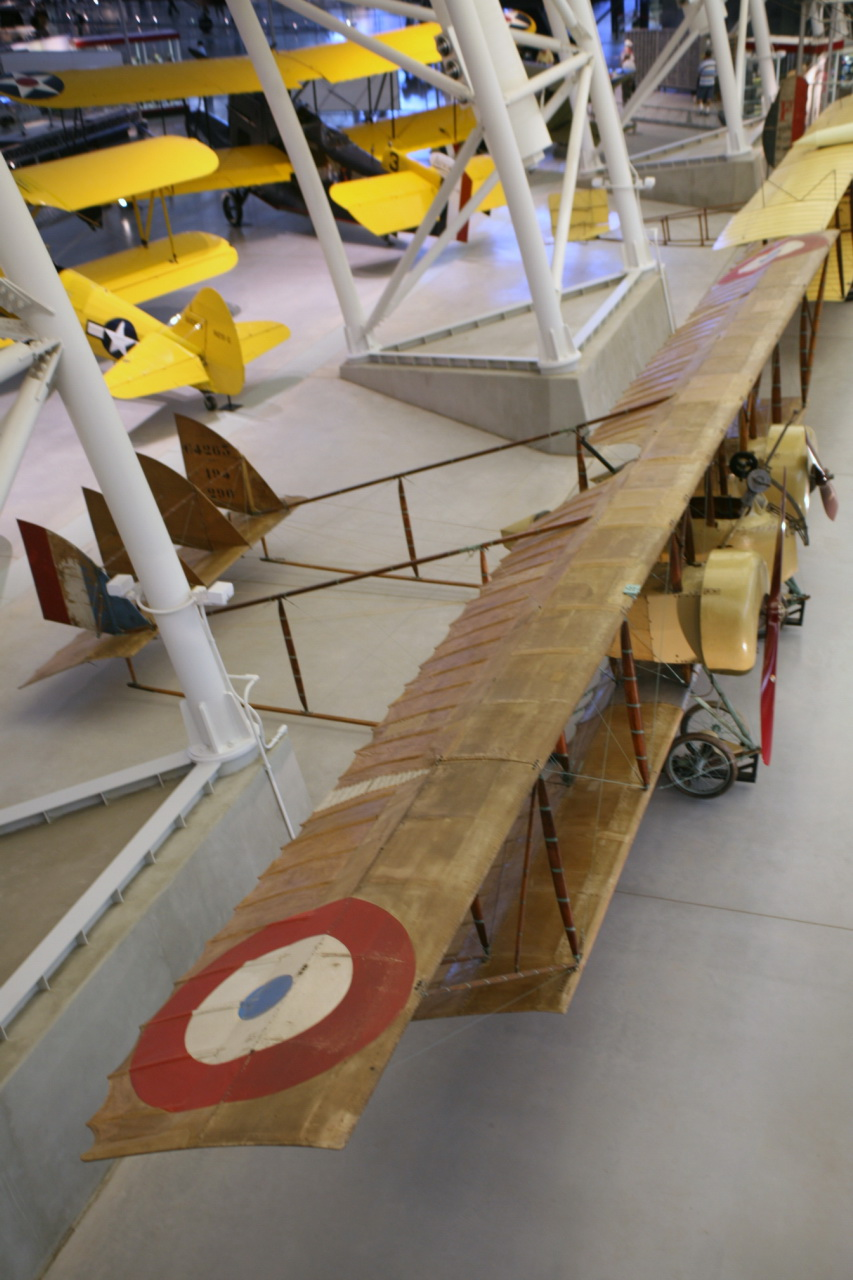
Caudron G.4 en el Steven F. Udvar-Hazy Center

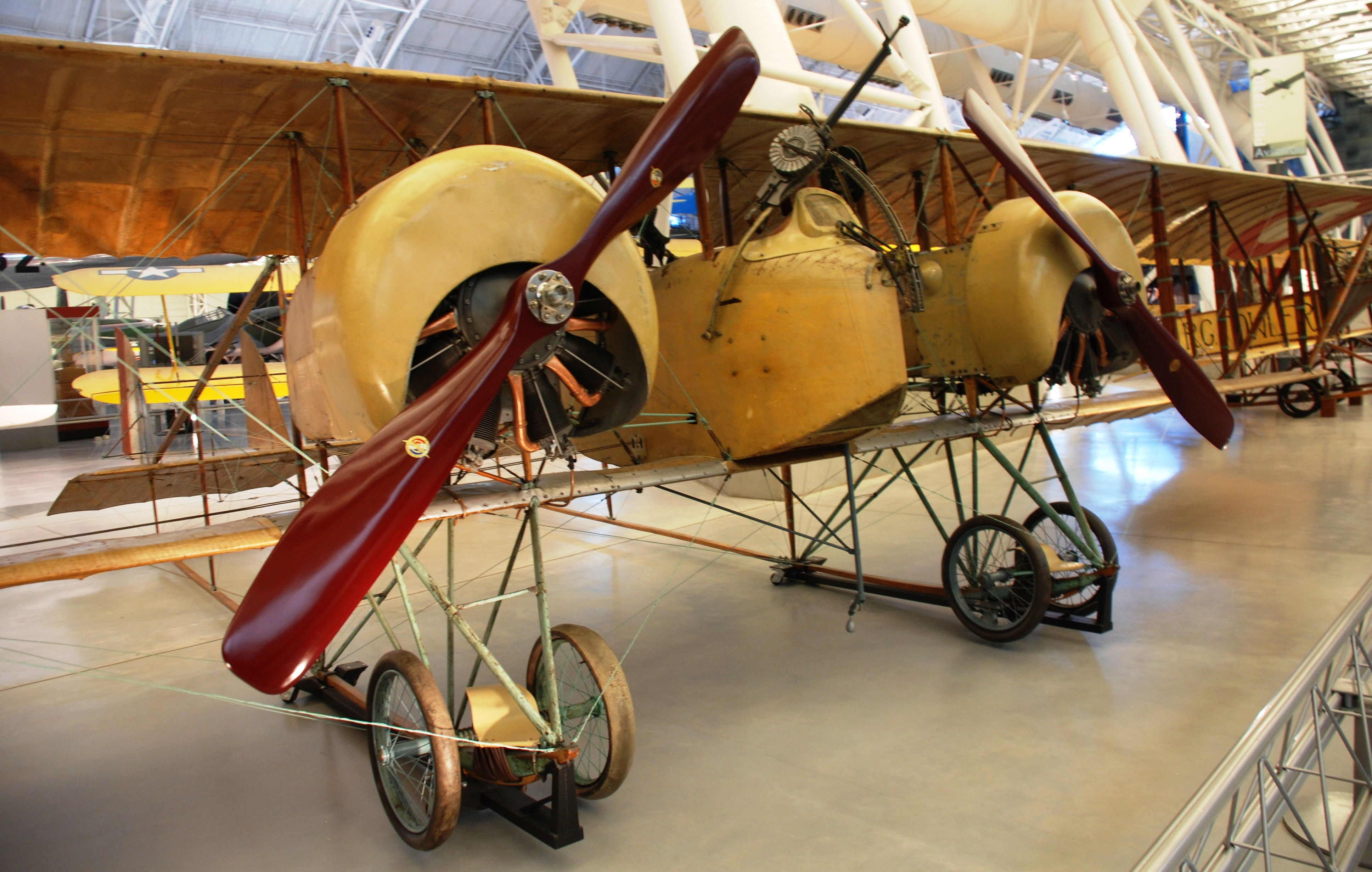

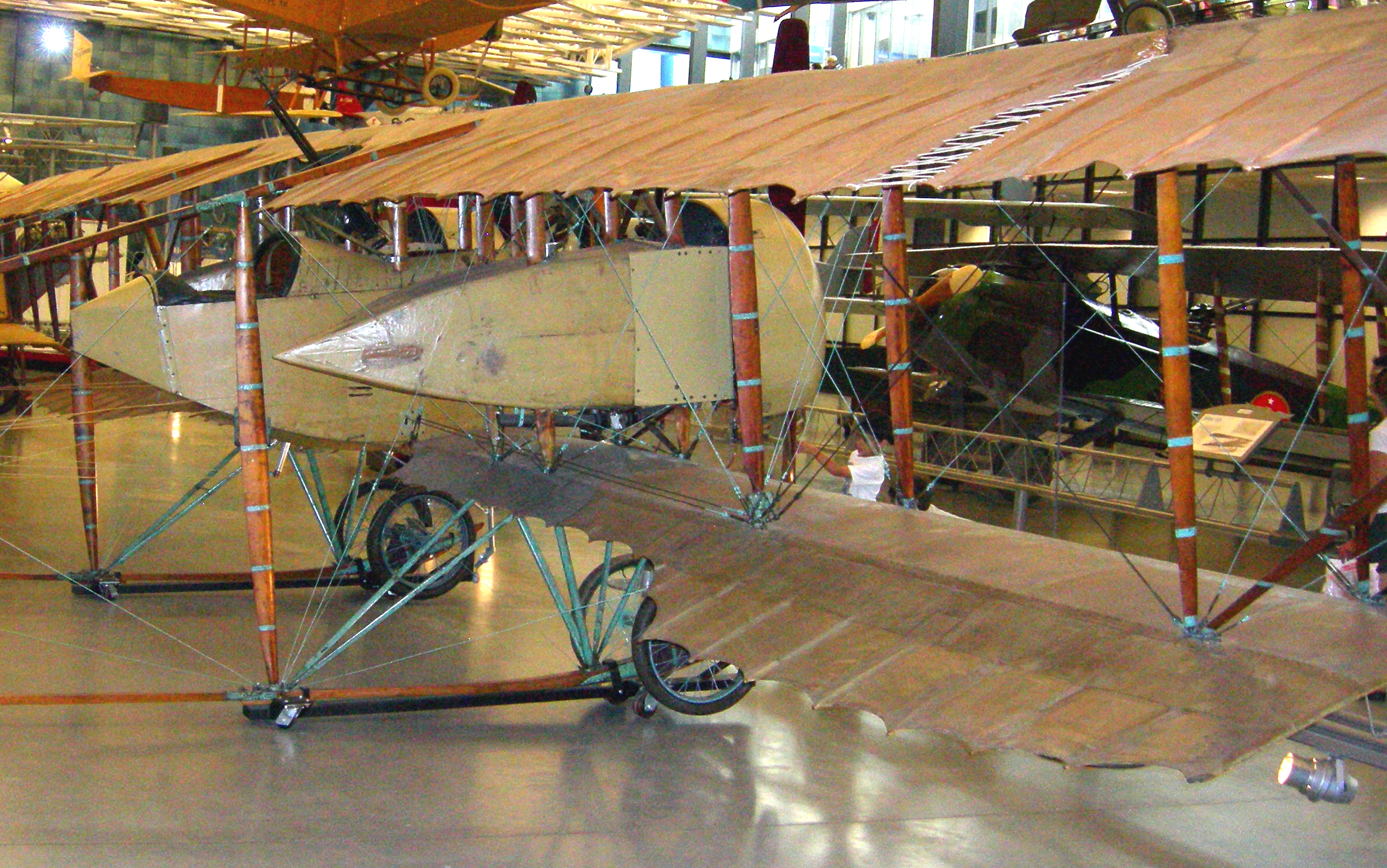

El Caudron G.4 era un biplano bimotor biplaza ampliamente utilizado durante la I Guerra Mundial. Fue diseñado por los hermanos Caudron como una mejora de su monomotor Caudron G.3. El primer G.4 se construyó en 1915 y se fabricó en Francia, Inglaterra e Italia. Fue el primer bimotor aliado en ser ampliamente utilizado por las unidades de primera línea a partir de marzo de 1915.
El modelo se utilizó como avión de bombardeo, reconocimiento y observación artillera. A partir de 1917, el avión fue relegado a la tarea de bombardero nocturno, y entrenador.

## Historia y diseño
La imposibilidad de instalar un armamento defensivo en el Caudron G.3 y su falta de capacidad para transportar una carga de bombas considerable llevaron al desarrollo del bimotor Caudron G.4, que apareció en marzo de 1915.
El G.4 era de estructura similar a la su inmediato antecesor con una envergadura aumentada. El observador/artillero y el piloto se acomodaban en cabinas abiertas en tándem en una corta barquilla. El campo de tiro estaba limitado por la proximidad de los motores sujetos a los montajes interplanos. La cola, provista de dos derivas y cuatro timones de dirección, estaba sujeta por cuatro largueros; los dos inferiores servían también como patines de cola. Estaba propulsado por dos motores rotativos Le Rhône 9C de 80 hp, con capó de herradura o circular o radiales Anzani 10 de 82 kW (110 hp) sin capó.  Dicha potencia adicional le permitió llevar en su versión de bombardeo (B.2) una carga de 100 kg de bombas.
Además de una ametralladora Lewis , Vickers o Colt-Browning cal. 7,7 mm montada sobre un soporte en anillo en el puesto de proa, algunos G.4 contaron con una segunda ametralladora Lewis situada sobre la sección central del plano superior, que disparaba hacia atrás, Sin embargo, el artillero sólo podía utilizar esta segunda arma con gran dificultad, poniéndose en pie en su cabina.
Algunos ejemplares de la versión A.2 dedicados a la observación y corrección de tiro de artillería incorporaron los primeros y primitivos aparatos de telegrafía sin hilos. 
Con dos motores y una gran superficie alar, el G.4 tenía potencia suficiente para batir récords de altitud. En mayo de 1915, el aviador francés Etienne Poulet batió el récord de altitud con tres pasajeros, alcanzando una altura de 5850 m y, en Italia, el 9 de noviembre de 1916, el aviador Guido Guidi estableció un récord mundial de altitud absoluta, alcanzando una altura de 7950 m.
Las buenas prestaciones en trepada, el aumento de la carga útil y la sobresaliente fiabilidad del modelo implicaba una capacidad operacional superior a los de los tipos en servicio por la misma época en las filas de los aliados, de modo que entró en línea de producción recibiendo numerosos pedidos.
La producción del G.4 en Francia fue de 1358 ejemplares, El Royal Naval Air Service RNAS adquirió 55 aparatos, 43 importados y 12 fabricados por la filial British Caudron. El Corpo Aeronautico italiano compró unidades de importación,y también se equipó con 51 aparatos construidos por a compañía A.E.R. sita en la localidad de Orbassano.

## Historial operativo
El G.4 entró en servicio en la Aéronautique Militaire en noviembre de 1915. Fue el primer avión bimotor en entrar en servicio en cantidades considerables en Francia. Se utilizó para llevar a cabo reconocimientos y bombardeos en la retaguardia del frente, y para atacar objetivos lejanos como Renania. Sin embargo, las pérdidas cada vez mayores llevaron a que el Alto Mando francés lo retirara de las misiones de bombardeo diurno en el otoño de 1916.
El Royal Naval Air Service (RNAS) británico también utilizó el G.4 como bombardero. Las Alas Nos. 4 y 5 del RNAS lo utilizaron en 1916 y principios de 1917 en ataques a las bases de hidroaviones y dirigibles navales alemanes en Bélgica. Finalmente fue reemplazado en el servicio por el Handley Page O/100 en el otoño de 1917. Los aparatos del Corpo Aeronautico italiano demostraron ser exitosos en operaciones en los montañosos frentes alpinos, donde sus buenas cualidades de trepada y su capacidad para el vuelo a alta cota resultaron útiles. Se suministraron también ejemplares al Servicio Aéreo Imperial Ruso que los utilizó en tareas de reconocimiento.
A finales del conflicto, los G.4 fueron relegados a tareas de entrenamiento; diez ejemplares fueron adquiridos a finales de 1917 con ese propósito por la Aviation Section, U.S. Signal Corps de la Fuerza Expedicionaria Estadounidense en Francia, siendo asignados a comienzos de 1918 al U.S. Air Service's 2nd Air Instruction Center en Tours.
El aparato mantuvo un sólido prestigio por sus buenas características de vuelo, y conquistó las preferencias de pilotos militares tan famosos como el italiano Silvio Scaroni y fue con este modelo de avión con el francés Rene Fonck consiguió sus primeras victorias confirmadas.
Al finalizar la contienda fue elegido para la realización de algunos vuelos notables, y varios centenares de ejemplares fueron adquiridos por usuarios civiles y aeroclubes franceses e italianos.

## Versiones
Se fabricaron dos versiones, la Cau 4 B.2 de bombardeo diurno y Cau 4 A.2 de reconocimiento y observación artillera.

## Especificaciones técnicas
Referencia datos: Enciclopedia Ilustrada de la Aviación. (1982) Volumen 5, pág. 1074 ISBN 84-85822-52-8

### Características generales
- Tripulación: 2
- Longitud: 7,20 m
- Envergadura: 17,20 m
- Altura: 2,60 m
- Superficie alar: 36,80 m²
- Peso vacío: 500 kg
- Peso máximo al despegue: 1330 kg
- Planta motriz: 2× rotativo de 9 cilindros Le Rhône 9C.
  - Potencia: 57 kW (79 HP; 78 CV) cada uno.
- Hélices: bipala de madera de paso fijo

### Rendimiento
- Velocidad nunca excedida (Vne): 132 km/h
- Alcance: 3 h 30'
- Techo de vuelo: 4.600 m

### Armamento
- Ametralladoras: 1/2× Lewis
Colt-Browning cal.7,7 mm
- Puntos de anclaje: 8 para cargar una combinación de:  
  - Bombas: 100 kg (en la variante B.2)

## Usuarios
Bélgica
- Real Fuerza Aérea Belga

 Colombia
- Escuela de Aviación

 Estados Unidos
- Fuerza Expedicionaria Estadounidense / Aviation Section, U.S. Signal Corps

 Finlandia
- Suomen ilmavoimat

 Francia
- Aéronautique Militaire

 Italia
- Corpo Aeronautico Militare

 Portugal
- Arma da Aeronáutica

 Reino Unido
- Royal Naval Air Service - RNAS

 Rumania
- Serviciul de Aeronautică Militară

 Imperio ruso
- Flota Aérea Militar Imperial

 Turquía
 Servicio Aéreo del ejército turco/Türk Hava Kuvvetleri
 Unión Soviética
- Flota Aérea de los Trabajadores y Campesinos

 Venezuela
- Escuela de Aviación Militar